# Шилдетал
Шилдетал (њем. Schildetal) општина је у њемачкој савезној држави Мекленбург-Западна Померанија. Једно је од 91 општинског средишта округа Нордвестмекленбург. Према процјени из 2010. у општини је живјело 826 становника. Посједује регионалну шифру (AGS) 13058117.

## Географски и демографски подаци
Шилдетал се налази у савезној држави Мекленбург-Западна Померанија у округу Нордвестмекленбург. Општина се налази на надморској висини од 49 метара. Површина општине износи 19,4 km². У самом мјесту је, према процјени из 2010. године, живјело 826 становника. Просјечна густина становништва износи 43 становника/km².